# Tutsier
Tutsierne er en af tre folkegrupper i Rwanda og Burundi i det centrale Afrika. De to andre er Hutuer og Twa, eller Batwa. Twa (Batwa) er en pygmægruppe som oprindelig beboede området.
Under folkemordet i Rwanda i 1994 er det antaget at ca. 800.000 tutsier blev myrdet af hutuer.
| Folkeslag | Spire Denne artikel om folkeslag eller etnografi er en spire som bør udbygges. Du er velkommen til at hjælpe Wikipedia ved at udvide den. |